# The Coast Guard
The Coast Guard ist ein Film des südkoreanischen Regisseurs Kim Ki-duk aus dem Jahre 2002.

## Handlung
Die Küste Südkoreas ist abgesperrt und wird von Soldaten vom 23. Coast Guard Platoon bewacht.
Als der übereifrige Soldat Kang beim nächtlichen Wacheschieben ein angetrunkenes Liebespaar für nordkoreanische Spione hält und den Mann erschießt, löst er eine Kettenreaktion aus: Mi-young, die Freundin des Toten und Kang selbst werden verrückt. Erstere wird zur Kompaniehure, Zweiterer wird entlassen, klaut eine Waffe und startet einen blutigen Rachefeldzug, dem ein Soldat nach dem anderen zum Opfer fällt.

### Kritik
Der Film gilt eher als einer der schwächeren von Kim. Zu eindimensional und überzeichnet sind die Charaktere, zu grell die Handlung. Es fällt auch das Wort „pornografisch“. Beispielsweise wird die Protagonistin zur Abtreibung gezwungen und Blut rinnt aus ihrem Schoß oder sie beißt einem Fisch den Kopf ab und Vorgesetzte prügeln ständig ihre Soldaten. Daneben werden die Konflikte der Soldaten in der zweiten Hälfte des Films als unnötig empfunden und es hätte mehr Aufmerksamkeit auf das Mädchen und ihre Wandlung gelegt werden können.

### Auszeichnungen
Der Film wurde 2003 auf dem Internationalen Filmfestival Karlovy Vary gezeigt und gewann den FIPRESCI-Preis der internationalen Filmkritiker und den NETPAC-Preis für den besten asiatischen Film.